# Zsigmond Szathmáry
Zsigmond Szathmáry (* 28. April 1939 in Hódmezővásárhely) ist ein ungarischer Organist, Pianist, Komponist und Dirigent.

## Leben
Zsigmond Szathmáry studierte in Budapest, Frankfurt am Main und Wien – Komposition bei Ferenc Szabó, Henri Pousseur, Karlheinz Stockhausen und György Ligeti sowie Orgel bei Alois Forer,  Helmut Walcha und Ferenc Gergely. Er gewann 1960 den ersten Preis des Budapester Orgelwettbewerbs. Nach Organistentätigkeit in Hamburg (unter anderem in Wellingsbüttel) und am Bremer Dom sowie Lehrtätigkeiten in Lübeck und Hannover wurde er 1978 Professor für Orgel an der Hochschule für Musik Freiburg. Außerdem ist er Gastprofessor in Osaka und Titularorganist an Sankt Peter in Köln. Er ist Mitglied der Interessengemeinschaft Freiburger Komponisten.

## Ehrungen
- 1973: Mitglied der Freien Akademie der Künste in Hamburg.
- 1987: Liszt-Plakette des Nationalen Liszt-Gedenk-Komitees (A Magyar Köztársaság Liszt Ferenc Emlékbizottsága)
- 1987: Pro Artibus Artisjus-Plakette
- 2009: Ehrenmitglied in die Ungarische Akademie der Wissenschaften

## Werke (Auswahl)
(erschienen zumeist bei Bärenreiter-Verlag in Kassel und bei Moeck in Celle)

### Vokalmusik
- Disperazione (Bibel, Anne Frank) für Sopran, Bariton und Kammerensemble (1970)
- Halotti beszéd (Grabrede) – Kantate für Alt, Bariton, gemischten Chor und Orchester (2003/2004)
- Requiem „Fukushima“ (Im Gedächtnis an die Toten der Tsunami- und Atomkatastrophe in Japan 2011) – für gemischten Chor, Bariton solo, Holzbläserquintett, Orgel und Schlagzeug (2012)
- Ich habe meine Augen... (nach Nicolaus Lenau) – für Sopran und Orgel (2019)

### Instrumentalmusik
- Fünf Sätze für Orgel und Kammerorchester (1963)
- Alpha für 7 Instrumente (1968)
- Streichquartett (1970)
- Dialogue für Orgel(1971)
- Monolog für Flöte und Live-Elektronik (1971)
- Con-tact-versation für Violin und Tonband (1972)
- Strophen für Orgel und Tonband (1988, rev. 2001),
- B-A-C-H „Hommage à…“ für große Orgel (1990)
- Cadenza con ostinati für Violin und Orgel (1994)
- Kupferstich für 4 Posaunen (1999)
- Drei Orchesterstücke (2001/2002)
- Feuertaufe für Orgel (2004)
- Discourse für Violin und Posaune (2005)
- Moving colours für Orgel (2006)
- Quadriga für 4 Schlagzeuger (2007)
- Vibro (Zsongás) für Orgel (2007)
- Janus für Orgel (2008)
- Motus animi für Klarinette, Bassklarinette und Fagott (2009)
- Cimbolin für Cimbalom und Violine (2010)
- Rhetorica für Violin (2010)
- Leichte Brise – grosser Orkan für Orgel (2011)
- A Grand Canyon Scenery für Klarinette und Streichorchester (2011)
- Sense of Rhythm für Orgel und Schlagzeug (2011)
- Capriccio sopra la battaglia für Schlagzeug solo (2012)
- Mosikbilder für Klavier (2012)
- Bremer Dommusik für zwei Orgel (2013)
- Sonido Iberico für historische spanische Orgel (2014)
- Mors et vita für Orgel (2015)
- Dies irae zur Erinnerung an den zweiten Weltkrieg - für Orgel und Schlagzeug (2015)
- Processional für 4 Bläser (2 Tp. in C, 2 Pos.) Orgel und Pauke (2017)
- Konzert für Orgel und großes Orchester (2018)
- Triptychon für Violine und Schlagzeug (1 Spieler) (2019)
- Klang-Bilder für Schlagzeug-Ensemble (4 Spieler) (2019)
- Toccata breve für Orgel (2019)
- Silberklänge  für Orgel (2019)
- Aus der Tiefe... für Violoncello und Orgel (2019)
- ... ad memoriam... für Trompete und Orgel (2021/2022)
- Rubik's Cube für Orgel (2022)[2]

## Diskographie (Auswahl)
- J. S. Bach: Orgelwerke (RCA, 1995)
- Music and Graphic (Wergo, 1996)
- György Ligeti: Sämtliche Orgelwerke (Sony, 1997)
- Antonín Dvořák: Sinfonie Nr. 9, Transkription für Orgel von Szathmáry (BIS, 2001)
- Zeitgenössische ungarische Orgelmusik (Hungaroton, 2002)
- Orgelmusik unserer Zeit – Lefebvre, Maiguashca, Michel, Otte, Szathmáry (Are Musik, 2004)
- Formen in der Luft – Musik des 20. Jahrhunderts für Violine und Orgel (Are Musik, 2007)
- entgrenzt - unbounded – Werke für Orgel und Schlagzeug von Schlünz, Bíró, Breitenfeld, Eckert, Pröve (edition zeitklang, 2007)
- Kompositionen von Zsigmond Szathmáry – Janus, Drei Orchesterstücke, Discourse, Grabrede, Vibro (Hungaroton Classic, 2009)
- Kunst-Station St. Peter, Köln – Werke für Orgel von Szathmáry, Bares, Kagel, Láng, Maiguashca, Cage (edition zeitklang 50052, 2012)
- Zsigmond Szathmáry: Orgelwerke. Interpreten: Martin Schmeding – Orgel, Anikó Katharina Szathmáry – Violine, Olaf Tzschoppe – Schlagzeug, Wolfgang Kogert – Orgel, Zsigmond Szathmáry – Orgel (Cybele-records: 2SACD 061807)
- Toccata breve, auf der CD: HORIZON, Wolfgang Kogert – Orgel (Cantate; 2022)
- ... ad memoriam..., auf der CD: Oh Mensch! Gib acht!, Reinhold Friedrich – Trompete, Sebastian Küchler-Blessing – Orgel (Ars Produktion; 2023)
- B-A-C-H "Hommage à ...", auf der CD: B-A-C-H "Hommage à ...", Deutscher Musikwettbewerb, Preisträger, Aurel Dawidiuk – Orgel (Genuin; 2023)